# Pulsnitz
Pulsnitz település Németországban, azon belül Szászország tartományban. Lakosainak száma 7301 fő (2023. december 31.).

## Fekvése
Pulsnitz Lichtenberg és Großnaundorf községekkel határos.

## Népessége
A település népességének változása:
| Lakosok száma | 7480 | 7467 | 7345 | 7359 | 7301 |
|               | 2017 | 2019 | 2021 | 2022 | 2023 |

## Nevezetes emberek
- Itt született 1804-ben Ernst Rietschel német szobrász